# Kilcreggan
Kilcreggan est un village dans l’Argyll and Bute, en Écosse. Il se trouve au sud la péninsule de Rosneath.